# Ostreola consociata
Ostreola consociata är en svampart som beskrevs av Darker 1963. Ostreola consociata ingår i släktet Ostreola och familjen Mytilinidiaceae.   Inga underarter finns listade i Catalogue of Life.